# Saint-Aubin-du-Cormier
Saint-Aubin-du-Cormier (en bretó Sant-Albin-an-Hiliber, en gal·ló Grand'St Aubin) és un municipi francès, situat a la regió de Bretanya, al departament d'Ille i Vilaine. L'any 2006 tenia 3.523 habitants. Limita amb els municipis de Mézières-sur-Couesnon, Saint-Jean-sur-Couesnon, Saint-Georges-de-Chesné, Mecé, Livré-sur-Changeon, Liffré, Gosné, Ercé-près-Liffré i Gahard.

## Demografia
| 1962                                       | 1968  | 1975  | 1982  | 1990  | 1999  |
| ------------------------------------------ | ----- | ----- | ----- | ----- | ----- |
| 1.798                                      | 1.714 | 1.776 | 2.235 | 2.040 | 2.746 |
| Des de 1962: població sense dobles comptes |       |       |       |       |       |

## Administració
| Període | Identitat            | Partit |
| ------- | -------------------- | ------ |
| 2001-   | Marie-Thérèse Auneau |        |